# Poeta

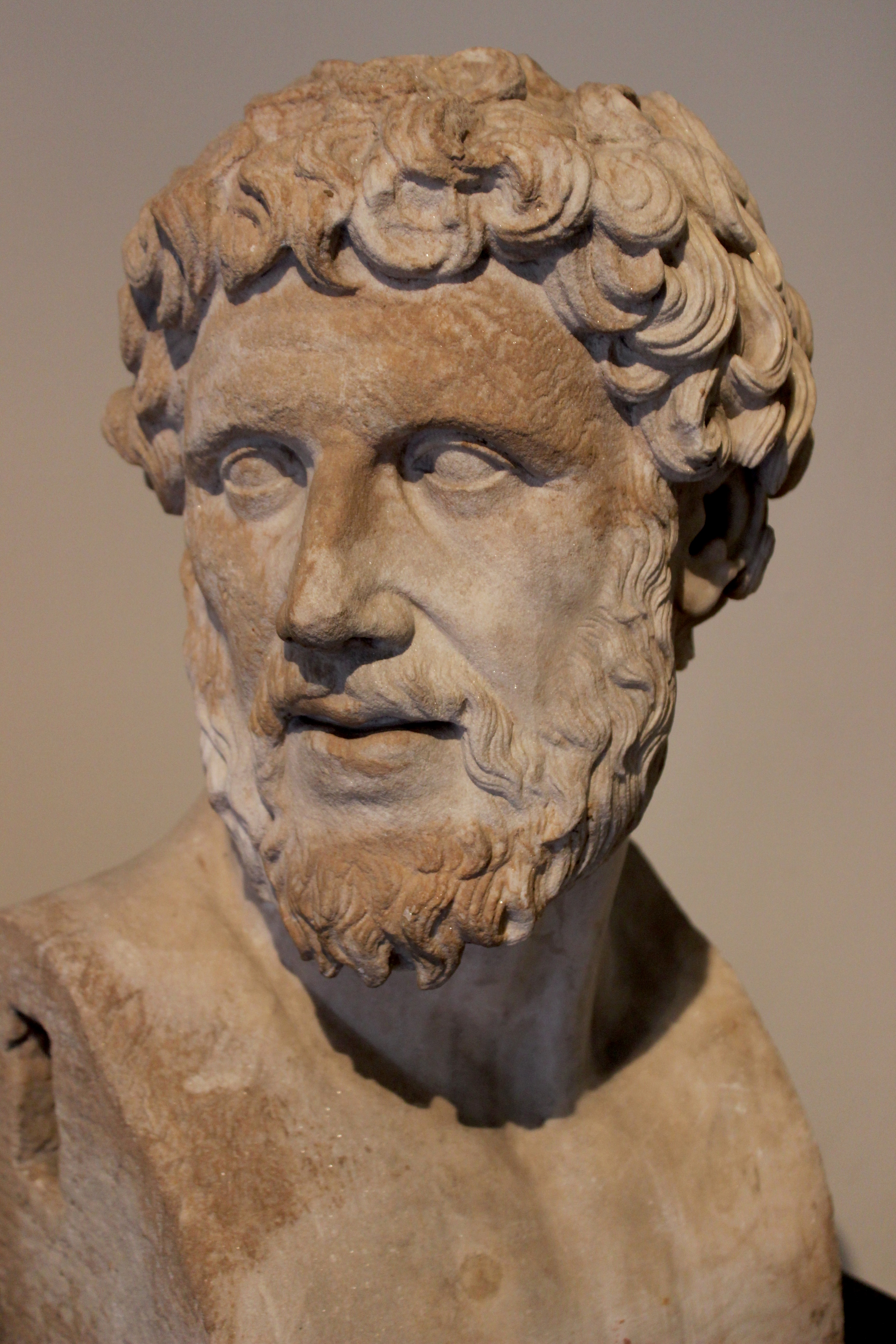
Poeta greco, dalla villa dei papiri di Ercolano, MANN

Un poeta è uno scrittore di poesie, ossia di testi che seguano la versificazione e si contrappongano, perlomeno idealmente, ai testi in prosa. Il sostantivo deriva dal verbo greco ποιέω (traslitterato poiéō), il cui significato letterale è "fare", ma dopo Omero anche "comporre, poetare" e "celebrare".

## Descrizione
I primi poeti declamavano le loro opere oralmente (si pensi ai bardi celtici o ai cantori germanici e agli scaldi), accompagnandosi con la musica, come già Omero, il poeta più famoso dell'antichità. Nel mondo greco e romano sono comunque molti i poeti degni di nota:
- Lista di poeti dell'antica Grecia
- Lista di poeti dell'antica Roma

I primi a scrivere poesie in volgare italiano furono gli esponenti della scuola siciliana e quelli del Dolce Stil Novo, specialmente nella lirica d'argomento amoroso; tra i grandi del periodo spiccano Dante, Petrarca, Boccaccio, Guido Cavalcanti, Guido Guinizzelli. In seguito saliranno alla ribalta in ambito italiano poeti come Jacopo Sannazaro, Matteo Maria Boiardo, Angelo Poliziano, Ludovico Ariosto, Pietro Bembo, Torquato Tasso, Giovan Battista Marino, Giuseppe Parini, Vittorio Alfieri, Vincenzo Monti, Ugo Foscolo, Giacomo Leopardi, Alessandro Manzoni, Giosuè Carducci, Giovanni Pascoli, Luigi Pirandello, Tommaso Marinetti, Gabriele D'Annunzio, Cesare Pavese, Eugenio Montale, Salvatore Quasimodo, Giuseppe Ungaretti, Sandro Penna, Pier Paolo Pasolini.
All'estero si ricordano Ausiàs March, Miguel de Cervantes, William Shakespeare, Johann Wolfgang von Goethe, Friedrich Hölderlin, Friedrich Schiller, Geoffrey Chaucer, William Wordsworth, Samuel Coleridge, Percy Bysshe Shelley, John Keats, Lord Byron, William Butler Yeats, Charles Baudelaire, Paul Verlaine, William Blake, Samuel Beckett, Jonathan Swift, Oscar Wilde, ecc... Molti di loro si applicarono non solo nel campo della poesia, ma anche della commedia, della tragedia e della narrativa divenendo veri e propri letterati e intellettuali a tutto tondo del loro tempo e dando vita a vere e proprie correnti poetico-letterarie.
Il valore dei testi dei poeti va al di là del vero significato delle parole, e coinvolge aspetti fonetici e musicali, attraverso un linguaggio che spesso si presta a varie interpretazioni e può suscitare forti emozioni. Perciò in senso lato si suole definire poeta chiunque - artista o meno - manifesti questa capacità nelle proprie opere o anche soltanto nel proprio modo di comunicare.
(Mario Rapisardi)